# Budapesti Autonóm Orthodox Hitközség
A Budapesti Autonóm Orthodox Hitközség az orthodox felekezetű magyarországi zsidók budapesti „egyházkerülete”, hitközsége. Az 1868–1869 fordulóján tartott pesti izraelita kongresszuson a neológ irányvonallal egyet nem értő, ezért a Pesti Izraelita Hitközségből kiváló orthodoxok alapították, akikhez csatlakoztak a budai és óbudai orthodoxok is, egyetlen közös hitközséget formálva, aminek alakuló ülését 1870. október 16-án tartották. (Budapest „hivatalosan” csak 1873-ban alakult meg)
A második világháborút követően összevonásra került minden más budapesti hitközséggel (tekintet nélkül azok felekezeti hovatartozására) és csak 1994-ben tudott újra önállósulni a Budapesti Zsidó Hitközségtől, illetve a MAZSIHISZ-től. Azóta a hitközség az Magyarországi Autonóm Orthodox Izraelita Hitközség budapesti „egyházkerülete”.

## Története
A kiegyezés után beálló hatalmas politikai változások a zsidóságot is mélyen érintették, mivel 1867. november 25-én életbe lépett az 1867. évi XVII. törvénycikk. Ez mindössze két rövid mondatból állt: „Az ország izraelita lakosai a keresztény lakosokkal minden polgári és politikai jog gyakorlására egyaránt jogosítottaknak nyilváníttatnak”, illetve „minden ezzel ellenkező törvény, szokás vagy rendelet, ezennel megszüntettetik”. A teljes jogi és politikai, de nem vallási egyenjogúság komoly belső vitákhoz vezetett, ami 1868-ban egyházszakadást eredményezett. Az ebben az évben, december 10-re a pesti vármegyeházába összehívott és 1869. február 23-ig tartó országos kongresszuson az egységes, új irány kijelölése helyett a teljes asszimiláció pártján álló, a zsidóságot csak vallásnak tekintők többségi táborából gyakorlatilag azonnal, még decemberben kiszakadtak az ultra-orthodox, majd az orthodox hívek, és megalapították a maguk orthodox hitközségét, majd valamivel később az orthodox és a többségi vélemény, azaz a neológia között egyensúlyozó statusquo ante hitközség, akik a közvetlenül az 1867 előtti állapotokat és irányvonalat látták helyesnek. 

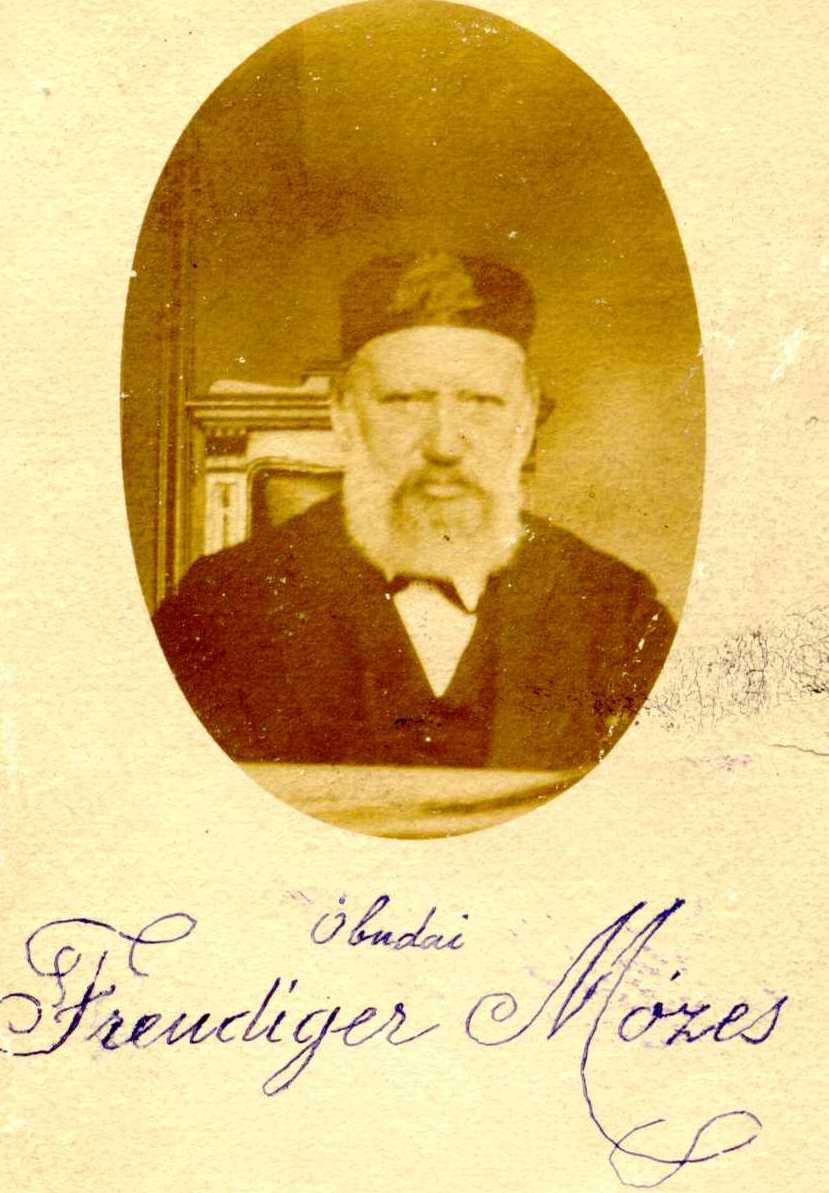
Freudiger Mózes, a hitközség egyik alapítója, egyben első vezetője

A Budapesti orthodox Hitközség 1870. október 16-án tartotta alakuló közgyűlését, ahol Freudiger Mózest választották meg elnöküknek, Schreiber Joachimot pedig főrabbijuknak, ezzel hivatalossá és véglegessé téve szakításukat a neológ irányvonalat magukévá tevő Budai, Pesti és Óbudai Izraelita Hitközségektől.
Az addig nagyrészt a pesti hitközséghez tartozó, így azok erős felügyelete (és elnyomása) alatt állt orthodoxok gyors fejlődésnek indultak. A pesti zsidóság első központjaként működő Orczy-házban működő zsinagógát bérelték ki a pesti (neológ) hitközségtől, amivel a budapesti zsidóságon belül az orthodox felekezet központja is lett. 1911-ben a Csáky (ma Hegedűs Gyula) utcában nyitottak imaházat, majd egy évre rá elkészült a Kazinczy utcai zsinagóga, amivel a vallási élet központja is átköltözött a Király utcai Orczy-házból a nagy zsinagógába. Az 1920-as években a Tompa utcában alakítottak egy korábbi kávézót imaházzá, majd 1927-ben Baumhorn Lipót tervei alapján a Csáky utcai bérház belső udvarának lefedésével született meg a mai Hegedűs Gyula utcai zsinagóga. 1929-re már mintegy 25 imaház működött városszerte a Magyar Zsidó Lexikon szerint. Ezek közül kiemelkedik a Teleki téri zsinagóga, ami a főváros egyetlen, máig is működő, eredetileg is haszid, szefárd (spanyol) rítusú imaháza.
Schreiber rabbi 1886-ban bekövetkezett halála után éles harc bontakozott ki a hitközségen belül a Freudiger vezette Katz Mózes-párti és a Frankl Hermann vezette Reich Koppel-párti csoport között. Az egészen 1890-ig húzódó vita végén a Reich-pártiak győztek, minekután Freudiger lemondott a világi vezetői posztjáról és híveivel együtt kivonta magát az aktív hitközségi életből. Reich kezdettől az ellentétek elsimításán dolgozott. Mikor a két frakció vezetőinek fiai maguk is vezetők lettek (Frankl Adolf az Országos Orthodox Irodáé, Freudiger Ábrahám pedig a budapesti orthodox hitközségé) az egység újra teljes lett. Hármójuk együttműködése nyomán az addig meglehetősen szegény hitközség anyagi fejlődésnek indulhatott.
Első iskolájukat még 1873-ban alapították meg, ahol összesen két tanár működött. Ez a következő évszázad elejére már ötven főre duzzadt, akik külön fiú és leányiskolában tanítottak.
A Chevra Kadisa (temetkezési egylet) 1883-ban alakult meg, ekkor kapták ugyanis a Csörsz utcai telket, ahol azonban csak 1890-től kezdve temettek rendszeresen. A tisztán orthodox temető ma már használaton kívül van. 1927-ben nyílt meg a Gránátos utcai izraelita temető, amit a Kozma utcai izraelita temetőből hasítottak ki; ma már csak ez az egyetlen működő orthodox temető.

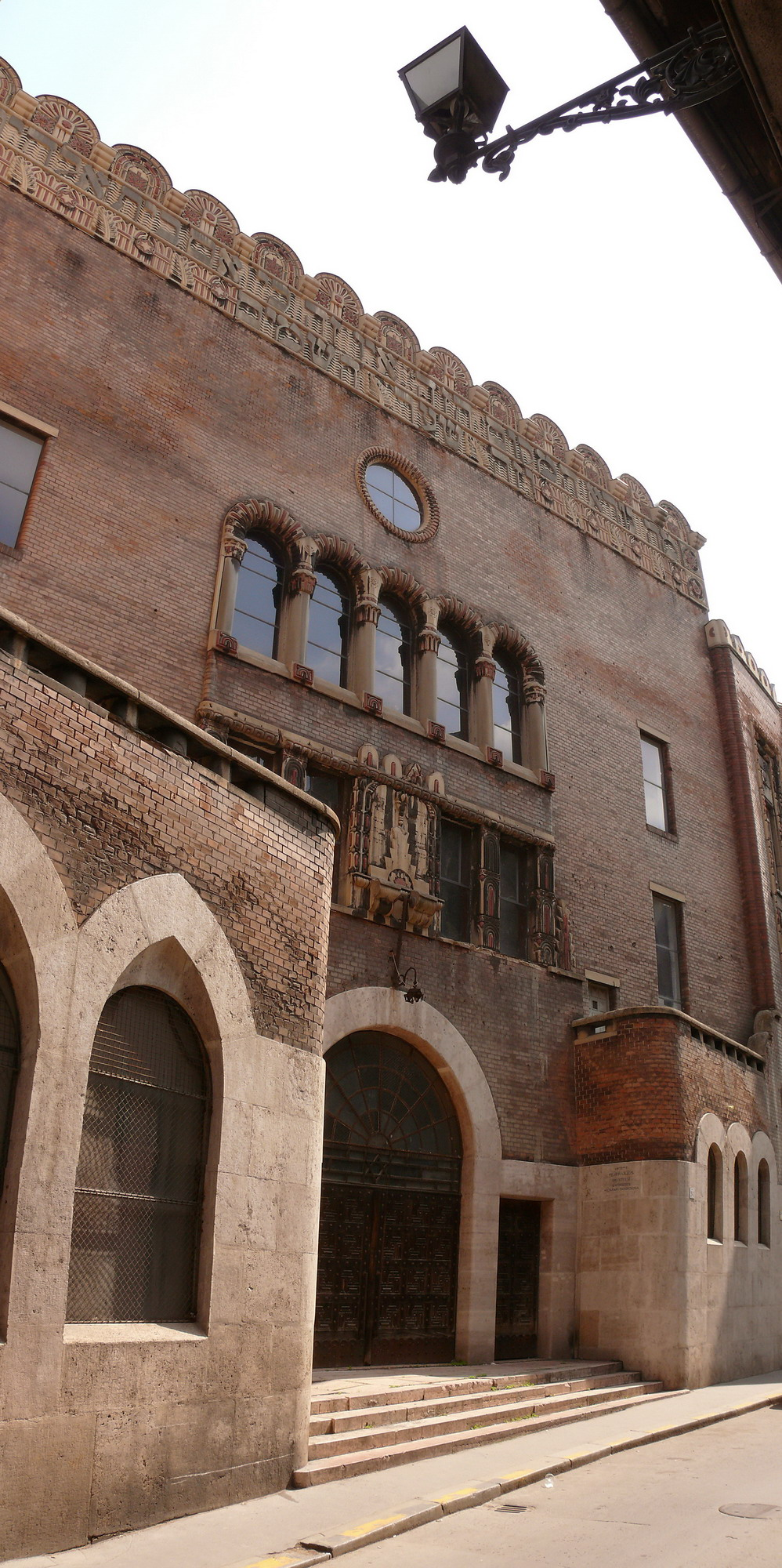
A Kazinczy utcai zsinagóga homlokzata

Bíró Dániel orvos kezdeményezése nyomán nyílt meg a „Vaskovits-féle vízgyógyintézet” felújításával és átalakításával a Városmajor utcai zsidó kórház 1920-ban a 64–66. szám alatt. Ez akkoriban a világ első és egyetlen, szigorúan orthodox felekezeti elvek mentén praktizáló közkórháza volt. Első főigazgatója Rosenák Miksa, második és egyben utolsó vezetője pedig 1935-től haláláig Sulzer Andor volt, akit a második világháború során a nyilasok betegeivel együtt meggyilkoltak, az épületet pedig felgyújtották és hagyták leégni. A háború után a szomszédos telken, a 68-as szám alatt épült fel a mai Ér- és Szívsebészeti Klinika. A kórházhoz hasonló sorsa lett az Alma utcai szeretetotthon lakóinak és személyzetének is ám az orthodox szeretetotthon a háború után is, mind a mai napig létezik és működik, amiben egy felekezeti kápolna is helyett kapott.
Az aggok háza 1892-ben, a nőegylet 1910-ben, a szegények ingyenes ebédeltetését végző Orthodox Népasztal Egyesület pedig 1914-ben jött létre. Már 1871-től kezdve alakultak a különböző segélyező bizottságok is tanulmányi ösztöndíjak biztosítására, valamint a közösség ifjúságának és a gyermekeinek segélyezésére, védelmére illetve hosszú lejáratú, kamatmentes kölcsönök folyósítására a hitközséghez tartozó iparosok, kereskedők számára.
1929-ben becsült létszámuk 50 ezer volt, akik közül mintegy 7 ezren fizették az egyházi adót, amivel ekkor a világ egyik legnagyobb és leggazdagabb orthodox hitközségének számítottak.
A második világháborúban Budapest ostroma során az orthodox közösség is súlyos károkat szenvedett. A háború utáni talpra állás első jele a Visegrádi utcai zsinagóga felavatása volt. Nagyjából ezzel egy időben a kiépülő kommunista rezsim 1950-ben felekezeti (orthodox, neológ, statusquo ante, vagy más) tekintet nélkül minden hitközséget egyetlen szervezetbe, a Budapesti Zsidó Hitközségbe (BZSH) tömörített, amit aztán a Magyar Izraeliták Országos Képviseletén (MIOK) keresztül kontrollált. 

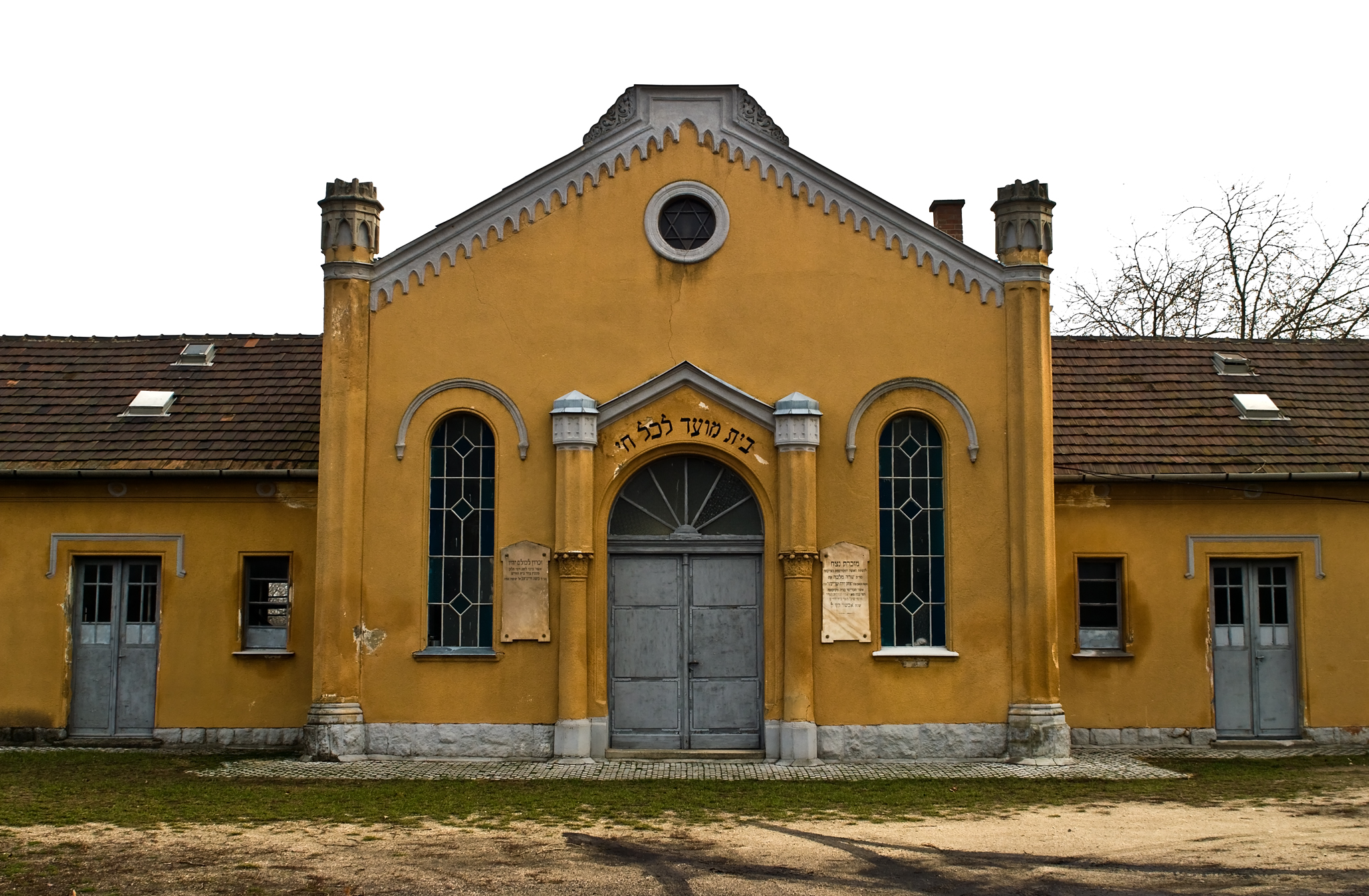
A Gránátos utcai orthodox temető főépülete

A rendszerváltás után az Állami Egyházügyi Hivatal megszűnésével a MIOK-ból alakult MAZSIHISZ lett az egyedüli fennhatósági szerv, aminek továbbra is totális kontrollja alatt állt a BZSH. Mivel az orthodox irányvonal pusztán tagozatként létezett, 1994-ben önállósult és újjáalakult. Az ekkor született Magyarországi Autonóm Orthodox Izraelita Hitközség gyakorlatilag megegyezik a budapesti hitközséggel, mivel ma már nincs másik orthodox hitközség Magyarországon.
Az újjáalapítás utáni első elnöke Fixler Herman, főtitkára Herczog László, a rabbi pedig Hoffmann Áron lett. A hitközség elnöke manapság Deblinger Eduárd, míg a főrabbi Weisberger Miklós.
Az egyház kezelésében működik a Teleki téri zsinagóga, a Dessewffy utcai zsinagóga, a Kazinczy utcai zsinagóga, illetve a Visegrádi utcai zsinagóga, valamint az Alma utcai Szeretetotthon és annak kápolnája is. A hitközség a szigorú vallási előírások miatt saját kóser élelmiszerüzleteket (bormérést, pékséget, húsboltot, stb.), illetve éttermet, valamint az Egységes Magyarországi Izraelita Hitközséggel közösen egy mikvét (rituális fürdőt) üzemeltet. A már bezárt Csörsz utcai temető gondozása mellett a jelenleg is működő Gránátos utcai izraelita temetőt is felügyeli, ami 1927-es alapítása óta kizárólag az orthodox izraeliták, illetve a szélesebb közösségükhöz tartozó kevésbé vallásos személyek számára nyújt végső nyughelyet.
Az 1989-es alapításától kezdve orthodox hitelvek mentén működő Amerikai Alapítványi Iskolán keresztül a bölcsődétől kezdve az óvodán át a középiskola végéig (gimnázium vagy szakképzés) nyújt oktatást a közösség fiataljai számára.